# Église Saint-Hilaire d'Assérac
L'église Saint-Hilaire est un édifice religieux catholique situé à Assérac dans le département de la Loire-Atlantique en France.

## Description
L'église est située au centre du bourg d'Assérac, en Loire-Atlantique. Il s'agit d'un édifice de style néogothique à une nefs munie de deux bas-côtés et traversée d'un transept. Le portail d'entrée est surmonté d'un clocher octogonal imposant.
L'église abrite un objet protégé au titre des monuments historiques : un vitrail figurant le Père éternel et datant du XVIe siècle.

## Historique
L'église Saint-Hilaire est édifiée à la place d'un ancien édifice de type roman, construit en 1362 et remplaçant lui-même un sanctuaire antique. L'église actuelle conserve le clocher de cet édifice antérieur ; elle est consacrée le 12 juillet 1886.